# Museum of Contemporary Art (Chicago)

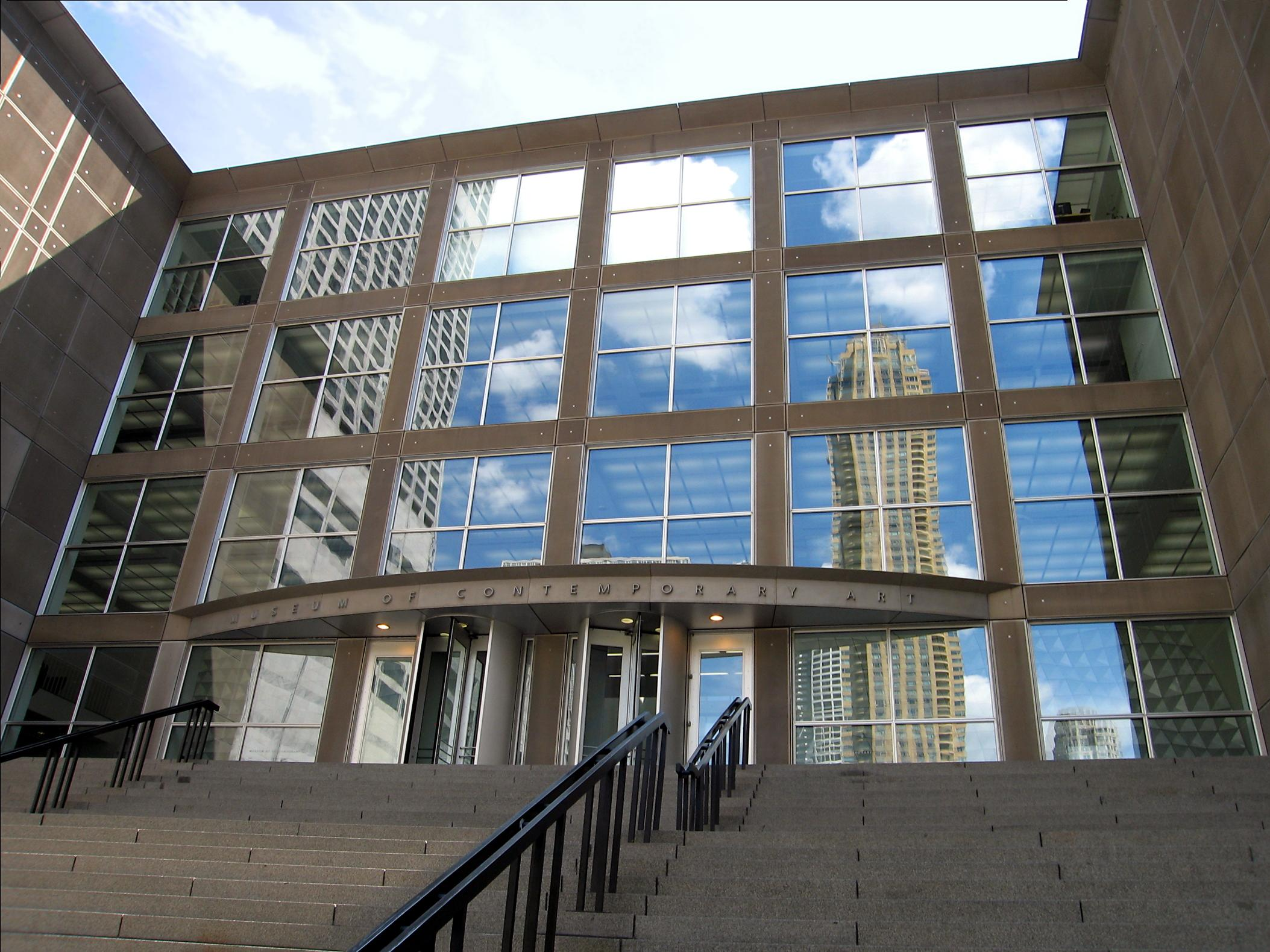
Ingang van het Museum of Contemporary Art

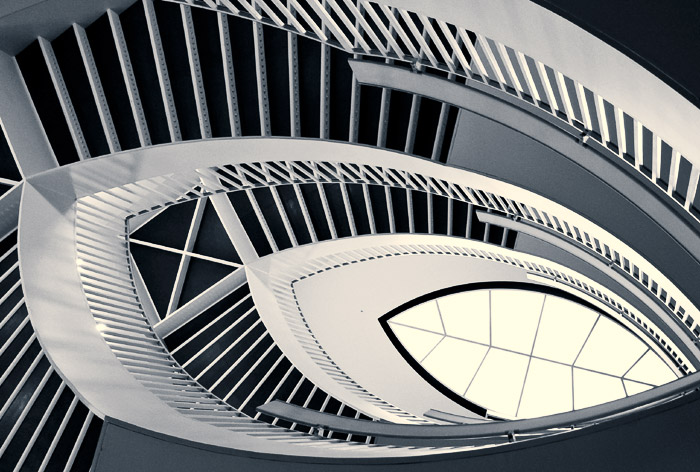
Trappenhal in het museum ontworpen door Josef Paul Kleihues

Het Museum of Contemporary Art is een museum voor hedendaagse kunst in het Amerikaanse downtown Chicago in de omgeving van Water Tower Place. Het museum werd in 1967 geopend en bevindt zich sinds 1996 op zijn huidige locatie. Van 1993 tot 1996 liepen de werken volgens de plannen van de Duitse architect Josef Paul Kleihues voor dit museum dat met 20.000 m² oppervlakteruimte een van de grootste musea voor hedendaagse kunst van de Verenigde Staten werd.
De permanente collectie omvat werk van Francis Bacon, René Magritte, Jasper Johns, Robert Rauschenberg, Andy Warhol, Donald Judd, Cindy Sherman, Kara Walker, Chuck Close, Carl Andre, Dieter Roth, Léopold Reutlinger en Alexander Calder.
Het museum was al meermaals locatie van de debuuttentoonstellingen van bekende kunstenaars, waaronder de eerste Amerikaanse exhibitie van Frida Kahlo in 1978 of de eerste solotentoonstellingen van Dan Flavin in 1967 en Jeff Koons in 1988. Ook exposities van Luc Tuymans, Alice Aycock en Hilma af Klint werden er georganiseerd.